# Pteris × delchampsii
Pteris × delchampsii là một loài dương xỉ trong họ Pteridaceae. Loài này được W.H. Wagner & Nauman mô tả khoa học đầu tiên năm 1982.